# هونگ کیونگ مین
هونگ کیونگ مین (کره‌ای: 홍경민؛ زادهٔ ۹ فوریه ۱۹۷۶) خواننده و بازیگر اهل کره جنوبی است. او به عنوان خواننده تاکنون ۱۰ آلبوم منتشر کرده‌است و به خاطر تک‌آهنگ موفق سال ۲۰۰۰ خود به نام «Shaky Friendship» (흔들린 우정) شناخته می‌شود.